# 신책
신책(神冊, 916년 2월 ~ 922년 2월)은 요나라(거란국) 태조(太祖) 야율 억(耶律 億)의 첫번째 연호이다. 6년 가량 사용하였다.

## 개원
- 당(唐) 천우(天祐) 13년 2월 11일[1](916년 3월 17일)에 칭제 건원 후, 연호를 신책(神冊)으로 건원함.[2][3]

- 신책(神冊) 7년 2월 22일[4](922년 3월 23일)에 연호를 천찬(天贊)으로 개원함.[5][3]

## 연대 대조표
| 신책       | 원년           | 2년        | 3년        | 4년        | 5년        | 6년                 | 7년        |
| 서기(西紀) | 916년          | 917년      | 918년      | 919년      | 920년      | 921년               | 922년      |
| 간지(干支) | 병자(丙子)     | 정축(丁丑) | 무인(戊寅) | 기묘(己卯) | 경진(庚辰) | 신사(辛巳)          | 임오(壬午) |
| 후량(後梁) | 정명(貞明) 2년 | 3년        | 4년        | 5년        | 6년        | 7년 용덕(龍德) 원년 | 2년        |

## 동시대 연호

### 한국
후고구려(後高句麗)
- 정개(政開) (914년 ~ 918년)

고려(高麗)
- 천수(天授) (918년 ~ 933년)

후백제(後百濟)
- 정개(正開) (900년 ~ 936년)

### 중국
후량(後梁)
- 정명(貞明) (915년 ~ 921년)
- 용덕(龍德) (921년 ~ 923년)

전촉(前蜀)
- 영평(永平) (911년 ~ 915년)
- 통정(通正) (916년)
- 천한(天漢) (917년)
- 광천(光天) (918년)
- 건덕(乾德) (919년 ~ 924년)

남한(南漢)
- 건형(乾亨) (917년 ~ 925년)

양오(楊吳)
- 무의(武義) (919년 ~ 921년)
- 순의(順義) (921년 ~ 927년)

대장화(大長和)
- 천서경성(天瑞景星) (915년 ~ 916년)
- 안화(安和) (917년 ~ 920년)
- 정우(貞祐) (921년 ~ 924년)

호탄 왕국(于闐)
- 동경(同慶) (912년 ~ 966년)

### 일본
- 엔기(延喜) (901년 ~ 923년)

## 같이 보기
- 중국의 연호 목록